# Обонятельный мозг

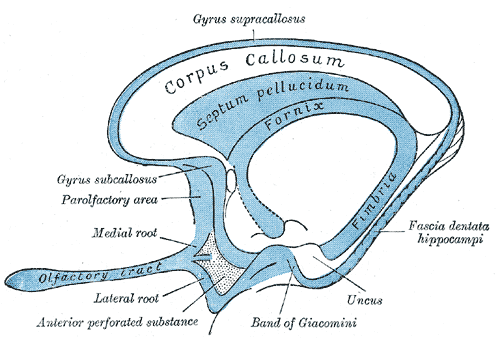
Схема обонятельного мозга

Обонятельный мозг (лат. rhinencephalon) —  совокупность ряда анатомических структур, объединенных функцией обоняния.
Обонятельный мозг является самой древней частью мозга. Лимбическая система — обонятельный мозг — выполняет особые функции в организме: формирование общих состояний (бодрствование, сон), мотивирование поведения (пищевого, полового, эмоционального; повышение аппетита, слюноотделения, рвотный рефлекс, тошнота), участие в развертывании осей стресса, обучение, обонятельные функции, память.

## Структура
Обонятельный мозг делится на периферическую и центральную части.

### Периферическая часть («обонятельная доля»)
- Обонятельный нерв (лат. nervus olphactorius);
- Обонятельная луковица (лат. bulbus olfactorius);
- Обонятельный тракт (лат. tractus olfactorius);
- Обонятельный треугольник (лат. trigonum olfactorium);
- Медиальная обонятельная извилина (лат. gyrus olfactorius medialis);
- Латеральная обонятельная извилина (лат. gyrus olfactorius lateralis);
- Околообонятельная область (лат. area parolfactoria);
- Переднее продырявленное вещество (лат. substantia perforata anterior).

### Центральная часть
- Сводчатая извилина (лат. gyrus fornicatus) (состоит из трех извилин: поясной извилины, перешейка и парагиппокампальной извилины);
- Крючок гиппокампа (крючок морского конька) (лат. uncus hippocampi);
- Зубчатая извилина (лат. gyrus dentatus);
- Серый покров (лат. indusium griseum)[4].

## Проводящие пути обонятельного анализатора
Тела первых нейронов располагаются в слизистой оболочке носа в пределах её обонятельной зоны (области верхних носовых раковин и носовой перегородки на их уровне). Окончания (разветвления) дендритов данных нейронов выполняют роль рецепторов, а их аксоны группируются в 15-20 обонятельных нервов (лат. nn. olfactorii). Эти нервы через продырявленную пластинку решетчатой кости (лат. lamina cribrosa ossis ethmoidalis) проходят в полость черепа и достигают обонятельных луковиц (лат. bulbi olfactorii), в которых располагаются тела вторых нейронов. Аксоны последних формируются в обонятельные тракты (лат. tractum olfactorii), в которых различают медиальные и латеральные полоски:

#### Волокна медиальных полосок
Подходят к телам третьих нейронов, находящихся в следующих структурах:
1) обонятельном треугольнике (лат. trigonum olfactorium);
2) переднем продырявленном веществе (лат. substantia perforata anterior [rostralis]);
3) прозрачной перегородке (лат. septum pellucidum).
- Одна часть аксонов третьих нейронов указанных структур проходит над мозолистым телом и достигает коркового ядра анализатора, которым является парагиппокампальная извилина (лат. gyrus parahippocampalis) (поле Бродмана);
- Вторая часть аксонов третьих нейронов из обонятельного треугольника достигает подкорковых центров обоняния, которыми являются сосцевидные тела (лат. corpora mammilaria), в которых находятся тела 4-х нейронов;
- Третья часть аксонов третьих нейронов достигает структур лимбической системы, вегетативных центров ретикулярной формации, слюноотделительных ядер лицевого и языкоглоточных нервов, дорсального ядра блуждающего нерва. Этими связями объясняются явления тошноты, головокружения и даже рвоты при восприятии некоторых запахов.

#### Волокна латеральных полосок
Проходят под мозолистым телом и подходят к третьим нейронам в пределах миндалевидного ядра, аксоны которых достигают упомянутого выше коркового ядра анализатора.
Частично обонятельную функцию выполняют структуры тройничного нерва. По его волокнам проводятся НИ от рецепторов вне обонятельной зоны, что способствует восприятию резких запахов, усиливающих глубину дыхания.